# Johann II. von Beirut
Johann II. von Beirut, auch Johann von Ibelin, (* um 1230; † 1264) war Herr von Beirut und Angehöriger der Adelsfamilie Ibelin.
Er war der Sohn von Balian von Ibelin, Herr von Beirut, und dessen Frau Eschiva von Montfaucon. Nach dessen Tod 1247 beerbte er seinen Vater mit der Herrschaft Beirut.
1260 unternahm er zusammen mit dem Templerorden einen Plünderungszug in die muslimischen Ländereien von Galiläa. In der Nähe von Tiberias geriet er dabei in muslimische Gefangenschaft und wurde erst gegen Zahlung eines hohen Lösegeldes freigelassen.
Um 1250 heiratete er Alix von La Roche († nach 1277), Tochter des Guido I. von La Roche, Herzog von Athen. Mit ihr hatte er zwei Töchter:
- Isabella (* um 1252; † 1282), Herrin von Beirut
- Eschiva (* um 1253; † 1312), Herrin von Beirut ⚭ Humfried von Montfort